# Geitlandsjökull
Der Geitlandsjökull ist ein Seitengletscher des großen Gletscherschildes Langjökull im Westen von Island und gleichzeitig ein vergletscherter Vulkan, der zum südlichen Langjökull-Vulkansystem gehört.
Er erreicht eine Höhe von 1400 m. Sein Volumen wird von Eason et al. (2015) auf 5,2 km³ geschätzt.

## Lage
Der kleine Gletscherschild toppt einen Tafelvulkan und befindet sich in der südwestlichsten Ecke des Langjökull. Im Westen von ihm und dem vorgelagerten Zentralvulkan Prestahnúkur liegt die Hochlandpiste Kaldidalur. Der Gletscher befindet sich auf dem Gemeindegebiet von Borgarbyggð sowie Grímsnes og Grafningur.

## Name und Bezug
Historisch gesehen bezieht sich der Name auf zwei Gletscher, die nach einem im ausgehenden Mittelalter dort befindlichen Hof Geitland benannt waren. Quellen aus dem 14. Jahrhundert weisen darauf hin.
Der eine der beiden damals zusammengewachsenen Gletscher steht inzwischen abgetrennt vom Langjökull und trägt den Namen Þórisjökull. Von Letzterem trennt den Geitlandsjökull das Tal Þórisdalur.
Teilweise werden die beiden Gletscher von Einheimischen aber noch heute als Geitlandsjökull (nyrđri) und Geitlandsjökull (syđri) bezeichnet.

## Vulkanismus
Der Gletschervulkan Geitlandsjökull gehört zur Westlichen Zone des aktiven Vulkanismus in Island zusammen mit dem größeren Gletscherschild Langjökull, an dem er hängt. Er gehört zum westlichen Langjökullvulkansystem, das dem Zentralvulkan Prestahnúkur zugeordnet wird. Dieser grenzt im Westen an den Geitlandsjökull an. Spalten des Vulkansystems reichen bis unter seine Eiskappe.

### Wissenschaftliche Artikel
- Geitlandsjökull im Global Volcanism Program der Smithsonian Institution (englisch) Zum Zentralvulkan Prestahnúkur
- Helgi Björnsson et al.: Geometry, mass balance and climate change response of Langjökull ice cap, Iceland. (PDF) Geolog. Inst., Univ. Island, zu Klimaeinflüssen auf den Langjökull (englisch).
- D.W. McGarvie et al.: Volcano–ice interactions at Prestahnúkur, Iceland: rhyolite eruption during the last interglacial–glacial transition. (PDF; 5,5 MB) In: Annals of Glaciology, 2007, 45, S. 1 (englisch); zum Vulkansystem des Prestahnúkur und zu dessen (vermutlichem) Bezug zum Geitlandsjökull.
- Sigurlaug Hjaltadóttir et al.: Kortlagning sprungna í nágrenni Prestahnúks, með smáskjálftum. Kortlagning jarðhita í gosbeltum Íslands – annar . (PDF; 5,5 MB) In: Skyrslur Veðurstofu, VI.2009 (isländisch).